# Société de littérature biblique
La Société de littérature biblique, (anglais : Society of Biblical Literature), abrégé SBL, fondée en 1880 sous le nom de Société de littérature biblique et d'exégèse (anglais : Society of Biblical Literature and Exegesis), est une société savante américaine vouée à l'étude académique de la Bible et de la littérature ancienne connexe.

## Présentation
La mission actuelle de la SBL est de « favoriser l'érudition biblique ». L'adhésion est ouverte au public et se compose de plus de 8 300 personnes provenant de plus de 100 pays. En tant qu'organisation savante, SBL est une société constitutive du Conseil américain des sociétés savantes (en) depuis 1929.

## Histoire
Les huit fondateurs de la Société de littérature biblique et d'exégèse se sont rencontrés pour la première fois pour discuter de leur nouvelle société dans l'étude de Philip Schaff à New York en janvier 1880. En juin, le groupe a tenu sa première réunion annuelle en présence de dix-huit personnes. La nouvelle société a rédigé une constitution et un règlement intérieur, et a discuté de plusieurs documents. La cotisation des membres a été fixée à trois dollars. À la fin de l'année, le nombre de membres est passé à quarante-cinq et la publication des actes de la réunion est en cours de préparation. Le Journal of Biblical Literature (JBL) a été lancé l'année suivante.

## Présidents
- 1880–1887 : Daniel Raynes Goodwin[8]
- 1887–1889 : Frederic Gardiner[8]
- 1889–1890 : Francis Brown (en)[8]
- 1890–1891 : Charles A. Briggs[8]
- 1891–1894 : Talbot W. Chambers
- 1894–1895 : J. Henry Thayer
- 1895–1896 : Francis Brown
- 1896–1897 : Edward T. Bartlett
- 1898–1899 : George F. Moore
- 1900 : John P. Peters
- 1901 : Edward Y. Hincks
- 1902 : Benjamin W. Bacon
- 1903 : Richard J. H. Gottheil
- 1904 : Willis J. Beecher
- 1905 : William Rainey Harper
- 1906 : Paul Haupt
- 1907 : James Hardy Ropes
- 1908 : Frank Chamberlain Porter
- 1909 : Henry Preserved Smith[9]
- 1910 : David G. Lyon[9]
- 1911 : Ernest de Witt Burton[9]
- 1912 : Lewis B. Paton[9]
- 1913 : George A. Barton[9]
- 1914 : Nathaniel Schmidt[9]
- 1915 : Charles Cutler Torrey[9]
- 1916 : Morris Jastrow, Jr.[9]
- 1917 : Warren J. Moulton[9]
- 1918 : James A. Montgomery[9]
- 1919 : Edgar J. Goodspeed[9]
- 1920 : Albert T. Clay[9]
- 1921 : Kemper Fullerton[9]
- 1922 : William R. Arnold[9]
- 1923 : Max L. Margolis[9]
- 1924 : Clayton R. Bowen[9]
- 1925 : Julius A. Bewer[9]
- 1926 : Shirley Jackson Case[9]
- 1927 : Irving F. Wood[9]
- 1928 : Loring Woart Batten[9]
- 1929 : James E. Frame[9]
- 1930 : William Frederic Badè[9]
- 1931 : Burton Scott Easton[9]
- 1932 : J. M. Powis Smith[9]
- 1933 : James Moffatt[10]
- 1934 : Frederick C. Grant[10]
- 1935 : Elihu Grant[10]
- 1936 : Henry J. Cadbury[10]
- 1937 : George Dahl[10]
- 1938 : William Henry Paine Hatch[10]
- 1939 : W. F. Albright[10]
- 1940 : Chester C. McCown[10]
- 1941 : Julian Morgenstern[10]
- 1942–1943 : Kirsopp Lake[10]
- 1944 : Theophile James Meek[10]
- 1945 : Morton Scott Enslin[10]
- 1946 : Leroy Waterman[10]
- 1947 : Ernest Cadman Colwell[10]
- 1948 : John W. Flight[10]
- 1949 : Floyd V. Filson[10]
- 1950 : Robert H. Pfeiffer[10]
- 1951 : Erwin R. Goodenough[10]
- 1952 : Sheldon H. Blank[10]
- 1953 : S. Vernon McCasland[10]
- 1954 : Millar Burrows[10]
- 1955 : Amos N. Wilder[11]
- 1956 : J. Philip Hyatt[11]
- 1957 : Sherman E. Johnson[11]
- 1958 : William A. Irwin[11]
- 1959 : Robert M. Grant[11]
- 1960 : R. B. Y. Scott[11]
- 1961 : Samuel Sandmel[11]
- 1962 : Herbert G. May[11]
- 1963 : John Knox[11]
- 1964 : Fred V. Winnett[11]
- 1965 : Kenneth W. Clark[11]
- 1966 : John L. McKenzie[11]
- 1967 : Paul Schubert[11]
- 1968 : James Muilenburg[11]
- 1969 : Frank W. Beare[11]
- 1970 : Harry M. Orlinsky[11]
- 1971 : Bruce M. Metzger[11]
- 1972 : Walter J. Harrelson[11]
- 1973 : Norman Perrin[11]
- 1974 : Frank Moore Cross[12]
- 1975 : Robert W. Funk[12]
- 1976 : David Noel Freedman[12]
- 1977 : Raymond E. Brown[12]
- 1978 : James A. Sanders[12]
- 1979 : Joseph A. Fitzmyer[12]
- 1980 : Bernhard Anderson[12]
- 1981 : James M. Robinson[12]
- 1982 : Lou H. Silberman[12]
- 1983 : Krister Stendahl[12]
- 1984 : Roland E. Murphy[12]
- 1985 : Wayne A. Meeks[12]
- 1986 : James L. Mays[12]
- 1987 : Elisabeth Schüssler Fiorenza[12]
- 1988 : Philip J. King[12]
- 1989 : Paul J. Achtemeier[12]
- 1990 : Walter Brueggemann[12]
- 1991 : Helmut Koester[12]
- 1992 : Norman K. Gottwald[12]
- 1993 : Victor P. Furnish[12]
- 1994 : Phyllis Trible[12]
- 1995 : Leander E. Keck[13]
- 1996 : Gene M. Tucker[13]
- 1997 : Hans Dieter Betz[13]
- 1998 : Patrick D. Miller[13]
- 1999 : D. Moody Smith[13]
- 2000 : Adele Berlin[13]
- 2001 : Harold W. Attridge[13]
- 2002 : John J. Collins[13]
- 2003 : Eldon Jay Epp[13]
- 2004 : David L. Petersen[13]
- 2005 : Carolyn Osiek[13]
- 2006 : Robert Kraft
- 2007 : Katharine Doob Sakenfeld
- 2008 : Jonathan Z. Smith
- 2009 : David J. A. Clines
- 2010 : Vincent L. Wimbush (en)
- 2011 : Carol Newsom
- 2012 : John Dominic Crossan
- 2013 : Carol Meyers
- 2014 : Fernando Segovia
- 2015 : Athalya Brenner-Idan
- 2016 : Beverly Gaventa
- 2017 : Michael V. Fox
- 2018 : Brian K. Blount
- 2019 : Gale A. Yee
- 2020 : Adele Reinhartz

## Sources
- (en) Charles Cutter, Judaica Reference Sources, Littleton (Colorado), Libraries Unlimited, 2004 (ISBN 978-1-59158-133-8).
- (en) Harold W. Attridge et James C. VanderKam, Presidential Voices : The Society of Biblical Literature in the Twentieth Century, vol. 22, Society of Biblical Literature, coll. « SBL Biblical Scholarship in North America », 2006 (ISBN 978-1-58983-259-6).
- (en) « Membership », Atlanta (Géorgie), Society of Biblical Literature (consulté le 14 décembre 2020).
- (en) « 2019 SBL Membership Data » [PDF], Atlanta (Géorgie), Society of Biblical Literature, 2019 (consulté le 14 décembre 2020).
- (en) Ernest W. Saunders, Searching the Scriptures : A History of the Society of Biblical Literature, 1880–1980, vol. 8, Chico (Californie), Scholars Press, coll. « SBL Biblical Scholarship in North America », 1982 (ISBN 978-0-89130-591-0).